# Ech Chettia
Ech Chettia, Chettia of Ech Chélif (الشطية aš-Šaţţīyah) is een stad in het noorden van Algerije. Het ligt in de provincie (wilaya) Chlef, ten westzuidwesten van Algiers.
Ech Chettia heeft een betrekkelijk korte geschiedenis en heeft de afgelopen decennia een enorme groei doorgemaakt. Tot en met de jaren 70 was het een onbeduidend dorpje met nog geen 3000 inwoners. In 1987 was het bevolkingsaantal gegroeid tot 46.000, en in 2005 tot naar schatting 168.000. Hiermee is Ech Chettia de 14e stad van het land.

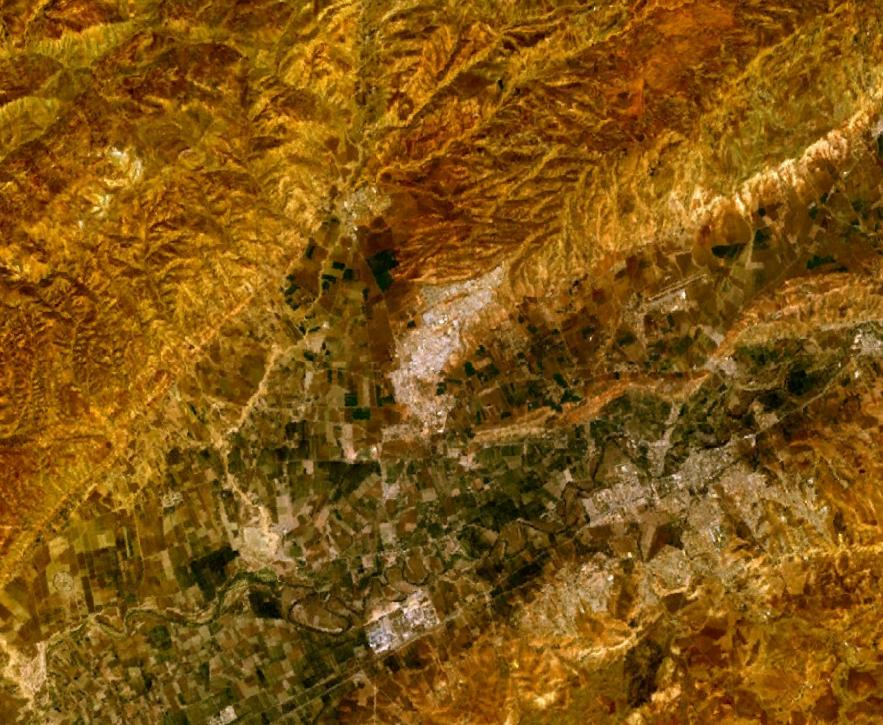
Satellietfoto van Ech Chettia (midden) en omgeving, gemaakt door NASA Landsat op een hoogte van ca. 23.500 m